# 吉拉多蠔
吉娜朵生蚝（Gillardeau oysters）並不是一個蠔的物種，而只是專指由法國的吉娜朵家族所生產的生蠔品牌，其物種為石蠔。這個家族在1898年於法國西部拉罗歇尔和奥莱龙岛附近的布尔瑟弗朗-勒沙皮成立了一家小型的企業，專職於養殖生蠔。目前家族的掌舵人是其第四代。

## 外部連結
- 官方网站